# 카수엘라
카수엘라 (Cazuela)는 다양한 음식에 붙여진 일반적인 이름으로, 특히 남아메리카에서 유래했다. 이름은 카수엘라(스페인어로 냄비)에서 유래했으며, 전통적으로 유약을 바르지 않은 토기로 만든 얕은 냄비로 요리하는 데 사용된다. 재료와 조리법은 지역마다 다르지만, 일반적으로 여러 종류의 고기와 채소를 함께 요리하여 얻은 중간 정도의 농도를 가진 맛있는 밑국물이다.

## 칠레 카수엘라

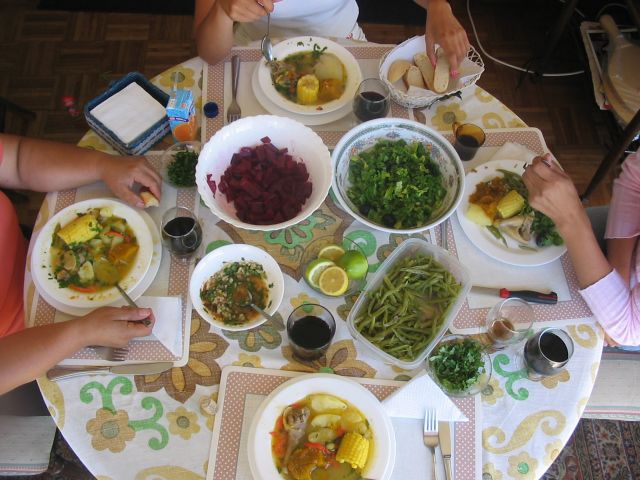
칠레 카수엘라

카수엘라는 칠레의 대표적인 요리이다. 가장 일반적인 종류는 닭고기 또는 쇠고기로 만들지만, 돼지고기, 양고기, 칠면조 고기로 만든 다른 종류도 있다.
칠레 카수엘라의 특징은 모든 재료를 따로 조리하여 접시에 담을 때 합친다는 점이다. 전형적인 칠레 카수엘라 요리는 고기(보통 쇠고기 또는 닭고기)를 잘게 썬 양파와 당근과 함께 끓여 만든다. 나머지 모든 재료는 개별 냄비에 따로 끓이지만, 고기 국물에 채소를 끓인 국물을 더한다. 요리는 스페인어로 자팔로 카모테라고 불리는 스쿼시 한 조각, 큰 감자 한 개 또는 작은 감자 두세 개, 깍지콩, 미리 지은 쌀, 그리고 옥수수 한 조각과 함께 제공된다. 일반적으로 신선한 고수, 파슬리 또는 아히 베르데를 약간 얹어낸다.
카수엘라는 일반적으로 국물을 먼저 마신 다음 고기와 큰 채소(예: 감자, 큰 스쿼시 조각 또는 당근)를 마지막에 먹는다. 하지만 고기와 큰 채소는 국물 안에서 썰어서 국물과 동시에 먹을 수도 있다. 보통 남은 음식은 잘게 썰어 완두콩과 섞어 카르보나다라는 다른 스튜를 만든다.
칠레 카수엘라는 "코루"라고 불리는 마푸체족 밑국물과 뿌리를 공유한다.

## 페루 카수엘라
카수엘라는 페루의 아마소나스주의 대표적인 요리이다. 이 요리는 아마소나스의 각 주나 지역에서 다르게 준비되고 조리된다.
차차포야스에서는 닭고기 한 조각, 좋은 고기 한 조각, 좋은 양고기 한 조각을 삶아 야생 양배추, 쌀, 당근, 옥수수 알갱이, 그리고 백포도주 한 잔을 넣어 카수엘라를 준비한다.
냄비를 불에서 내리기 몇 분 전에 우유와 베르미첼리 국수(카베요 데 앙헬 국수라고도 불림)를 넣는다. 카수엘라는 국물이나 주스가 충분히 있어야 국으로 제공될 수 있다.

## 콜롬비아 카수엘라
카수엘라는 콜롬비아의 카리브해 및 안티오키아주 지역의 대표적인 요리이다. 이 요리는 콜롬비아의 각 지역에서 다르게 준비되고 조리된다.
일반적으로 콜롬비아 카수엘라 조리법에는 콩, 양파, 마늘, 토마토, 아보카도, 소시지, 치차론, 토시노, 녹색 및 노란색 플랜테인, 식용 소금, 그리고 올리브유 또는 식물성 기름이 포함된다.

## 푸에르토리코 카수엘라
푸에르토리코에서 카수엘라는 크리스마스 시즌에 바나나 잎에 조리하는 전통적인 껍질 없는 파이이다. 호박 파이와 유사하지만 바타타(일종의 고구마), 칼라바사(카리브 스쿼시), 건포도, 생강, 향신료, 코코넛 밀크, 달걀, 버터, 빵, 밀가루 또는 쌀가루를 사용한다. 달콤한 플랜테인, 잘 익은 빵나무, 토란, 또는 유카에 베이킹파우더와 라드를 추가한 조리법도 있다.

## 기타 지역별 변형
남부 애리조나주에서는 카수엘라(가끔 카수엘라로 표기되기도 함)가 일반적으로 카르네 세카 또는 마차카(두 가지 종류의 말린 쇠고기)와 감자, 마늘, 녹색 칠리, 허브로 만들어진다.

## 같이 보기
- 국 목록